# سم تیکل
سم تیکل (انگلیسی: Sam Tickle؛ زادهٔ ۳۱ مارس ۲۰۰۲) بازیکن فوتبال است که در حال حاضر برای ویگان اتلتیک در پست دروازه‌بان بازی می‌کند.
وی همچنین در تیم ملی فوتبال زیر ۲۱ سال انگلستان بازی کرده است.

## دوران باشگاهی
سم تیکِل محصول آکادمی ویگان اتلتیک است که در سال ۲۰۱۲ به این آکادمی پیوست. او در پایان فصل ۲۰۱۸ از باشگاه آزاد شد. سپس به پیلکینگتون پیوست و ۲۱ بازی لیگ انجام داد و به عنوان بازیکن فصل انتخاب شد، هم‌زمان که تیمش قهرمان لیگ فوتبال چشر شد. در فصل ۲۰۱۸–۱۹ همچنین به عنوان دروازه‌بان شماره یک تیم مدرسه‌ای انگلستان انتخاب شد و در پنج بازی برای کشورش به میدان رفت و تنها یک گل دریافت کرد. در سال ۲۰۱۹ دوباره به عنوان دانش‌آموز به ویکان اتلتیک بازگشت.
او اولین بازی حرفه‌ای خود را با ویکان در شکست ۲–۰ در مسابقات EFL Trophy مقابل باشگاه فوتبال کرو الکساندرا در ۵ اکتبر ۲۰۲۱ انجام داد.
در ۱۹ مارس ۲۰۲۲، تیکِل به صورت قرضی به تیم لیگ برتر شمالی در سطح برتر یعنی ننتویچ تاون پیوست تا ۱۴ آوریل ۲۰۲۲.
در ژوئیه ۲۰۲۲، او به صورت قرضی به تیم واریگتون رایلدز ۱۹۰۶ در لیگ برتر شمالی پیوست تا ژانویه ۲۰۲۳. او دو بازی برای این تیم انجام داد، اما پس از مصدومیت دروازه‌بان شماره یک، بن آموس، توسط ویکان فراخوانده شد. او در ۲۰ اوت ۲۰۲۲ روی نیمکت مقابل بیرمنگام سیتی قرار گرفت. سپس دوباره به واریگتون رایلدز تا ژانویه بازگشت، اما بعد از چهار بازی مجدداً به دلیل مصدومیت‌های جونز و سپس آموس فراخوانده شد. او در بازی مقابل هال سیتی و ۱۰ بازی متوالی بعدی روی نیمکت قرار داشت.
با وجود مشکلات خارج از زمین در باشگاه، تیکِل در آوریل ۲۰۲۳ قرارداد جدیدی با ویکان اتلتیک امضا کرد. در ۸ مه ۲۰۲۳، روز آخر فصل ۲۰۲۲–۲۳، تیکِل اولین بازی لیگ خود را انجام داد و با ثبت کلین‌شیت، تیم ویکان که پیش‌تر سقوط کرده بود، را به تساوی بدون گل مقابل روترهام یونایتد رساند.
در آستانه فصل ۲۰۲۳–۲۴، تیکِل شماره یک تیم شد، و سرمربی شان مالونی اعلام کرد که از زمان ورودش می‌دانسته این دروازه‌بان اولین انتخاب او خواهد بود. پس از یک فصل بسیار درخشان که در آن توسط مربی خود به عنوان بهترین دروازه‌بان در لیگ فوتبال انگلیس معرفی شد، تیکِل به عنوان بازیکن فصل ویکان انتخاب شد، که اولین دروازه‌بان برنده این جایزه در سیزده سال اخیر بود. پس از پایان فصل، او قرارداد جدید چهار ساله‌ای امضا کرد، در حالی که گزارش‌هایی از علاقه چند باشگاه چمپیونشیپ به او وجود داشت.
در ۲۷ آوریل ۲۰۲۵، تیکِل در تیم فصل لیگ وان لیگ فوتبال انگلیس قرار گرفت.

## دوران ملی
در سپتامبر ۲۰۲۳، تیکِل برای اولین بار به تیم ملی زیر ۲۱ سال انگلستان زیر ۲۱ دعوت شد. او در ۲۶ مارس ۲۰۲۴، در پیروزی ۷–۰ در مسابقات انتخابی مسابقات قهرمانی زیر ۲۱ سال اروپا ۲۰۲۵ مقابل لوکزامبورگ در استادیوم تاوشیت کامیونیتی، تمام بازی را انجام داد.